# 奥利维娅·科尔
奥利维娅·科尔（英語：Olivia Cole，1942年11月26日—2018年1月19日），女，美国演员。曾获得黄金时段艾美奖迷你影集／电视电影最佳女配角。